# 시안 KJ-600
시안 KJ-600은 터보 프롭 엔진이며, 함상 수송기 혹은 공중 조기 경보 및 제어 항공기로 003형 항공모함에서 2022년에 운용될 예정이다.

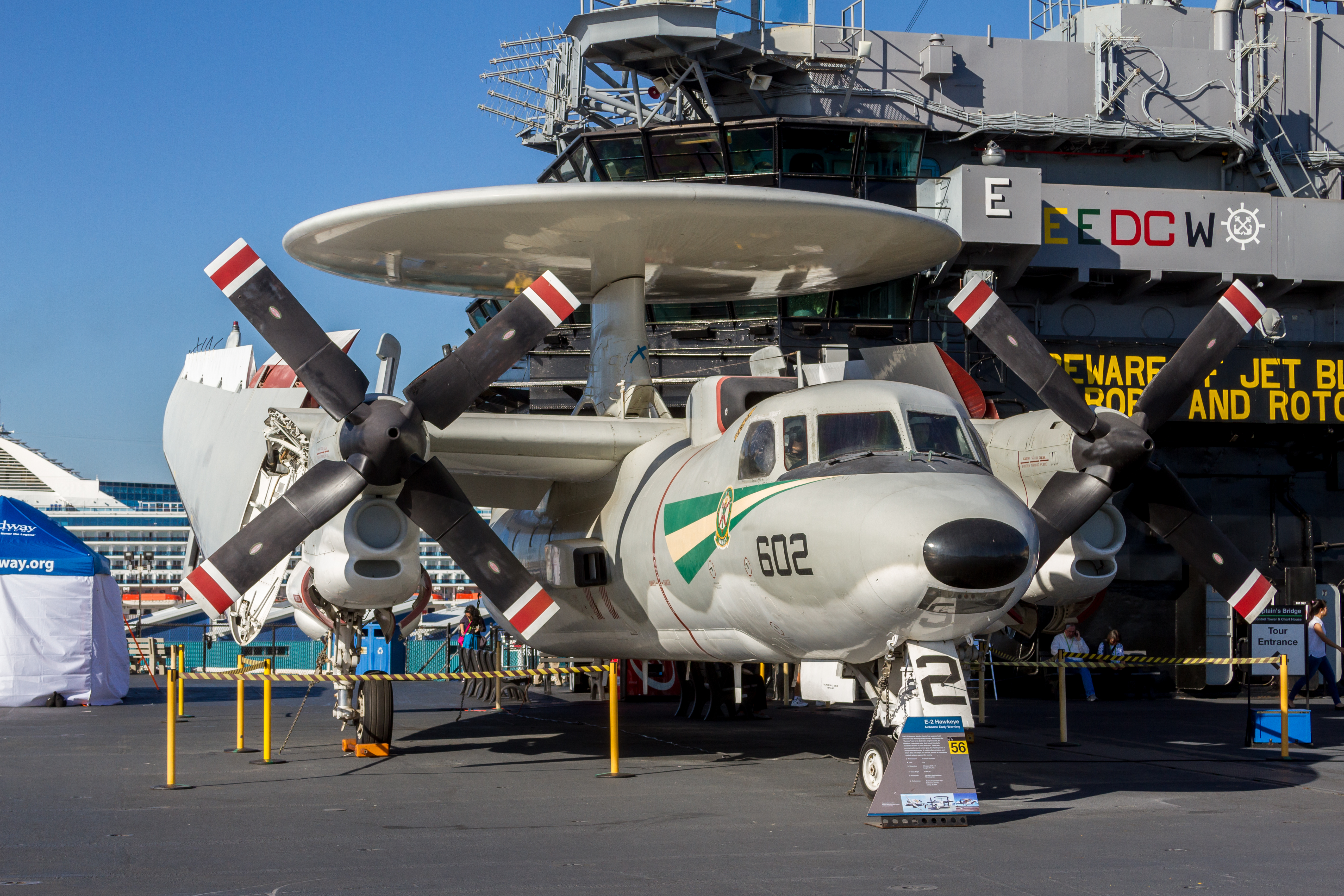
KJ-600과 유사한 E-2 호크아이

## 역사
해당 항공기는 미국의 함재기이자 조기경보기인 E-2 호크아이와 유사하며, 우한에 있는 콘크리트 모형 항공모함에서 이륙하는 시험을 다수 했다. 중국이 고정익 조기경보기를 요구하는 이유는 조기경보 헬기의 경우 고고도를 날지 못하는 까닭에 사실상 200km 이하의 탐지거리 밖에 보질 못하는 한계가 있으나, 고고도까지 비행이 가능한 고정익기의 레이더는 지구의 둥근 논리에도 불구하고 400km~500km언저리까지 탐지가 가능하다.

## 제원
일반적 특성
- 승무원 : 5-6
- 길이 : 18.14m (59 피트 6 인치)
- 날개 길이 : 25m (82 피트)
- 높이 : 5.72m (18 피트 9 인치)
- 공 중량 : 25,401kg (56,000lb)
- 총 중량 : 30,481kg (67,200lb)
- 동력 장치 : 윈 엔진이며, Zhuzhou WoJiang-6C 터보프롭 엔진 2 개 , 각 3,805kW (5,103hp) (FWJ-6C)
- 프로펠러 : 6 날 등속 페더 링 및 리버 서블 프로펠러

공연
- 최대 속도 : 693km / h (431mph, 374kn)
- 범위 : 1,250km (780 마일, 670nmi)
- 페리 범위 : 2,800km (1,700 마일, 1,500nmi)
- 서비스 한도 : 15,000m (50,000 피트)

항전장비
- 레이더 : AESA 조기경보 레이더

## 같이 보기
- KJ-200
- KJ-500